# Procyon (estrella)
Procyon o Proción (Alfa Canis Minoris / α CMi / 10 Canis Minoris) es la estrella más brillante en la constelación del Can Menor con magnitud aparente +0.50 y la octava estrella más brillante en el cielo nocturno. Forma uno de los vértices del «Triángulo invernal». Es una estrella binaria; la estrella principal (Procyon A) tiene una débil enana blanca de compañera (Procyon B).
El sistema es uno de los más cercanos a nuestro sistema solar, a solo 3.5 pc u 11.41 años luz. Sus vecinas más próximas son la estrella de Luyten y Ross 614, respectivamente a 1.11 y 4.2 años luz.

## Nombre
El nombre de Procyon proviene del griego προκύον, (Prokyōn), que significa «antes del perro», ya que precede a la «Estrella del perro» —Sirio (α Canis Majoris)— en su aparición aunque, estrictamente hablando, esto solo ocurre en las latitudes septentrionales de la Tierra. Otro título que recibe esta estrella, Antecanis —o sus variantes Anticanis o Antecursor—, es la traducción al latín de la misma palabra.Estas dos «estrellas del perro» aparecen en la más antigua literatura de los babilonios y los egipcios, quienes incluso las veneraron.
En las Tablas alfonsíes aparece como Aschere, Aschemie y Algomeysa —este último nombre todavía utilizado ocasionalmente—, mientras que Ulugh Beg la designó como Al Shiʽrā al Shāmiyyah, abreviado como Al Shāmiyyah. En China es conocida como Nan Ho, «el río del sur», que también incluye a Gomeisa (β Canis Minoris) y η Eta Canis Minoris.

## Sistema estelar
Procyon es un sistema  estelar binario con un componente primario brillante, Procyon A, que tiene una magnitud aparente de 0.34, y un débil compañero, Procyon B, de magnitud 10.7. La pareja orbita entre sí con un período de 40.84 años a lo largo de una órbita elíptica con una centricidad de 0.4, más excéntrica que la de Mercurio. El plano de su órbita está inclinado un ángulo de 31.1° respecto a la línea de visión con la Tierra. La separación media de las dos componentes es de 15 au, algo menor que la distancia entre  Urano y el Sol, aunque la órbita excéntrica los lleva tan cerca como a 8.9 au y tan lejos como a 21 au.

## Procyon A
Procyon A es una estrella blanco-amarilla de tipo espectral F5IV-V con una temperatura superficial de 6530 K. Su luminosidad, 7 veces mayor que la del Sol, indica que es una subgigante que está terminando de fusionar el hidrógeno de su núcleo en helio y ha comenzado a expandirse. Su radio actual es 2.1 veces más grande que el radio solar; sin embargo, en un tiempo futuro —dentro de entre 10 y 100 millones de años— Procyon A se hinchará hasta alcanzar un diámetro entre 80 y 150 veces su diámetro actual y aparecerá roja o naranja debido al enfriamiento de su superficie. Se piensa que el Sol pasará por el mismo proceso después de abandonar la secuencia principal.
A fines de junio de 2004, el telescopio espacial MOST completó una investigación de 32 días de Procyon A con el fin de confirmar las oscilaciones en su brillo observadas desde la Tierra. Durante ese período, sin embargo, no hubo fluctuaciones en su brillo, lo que llevó a algunos científicos a poner en duda algunos aspectos de la heliosismología. Por el contrario, observaciones fotométricas llevadas a cabo con el satélite Wide Field Infrared Explorer (WIRE) entre 1999 y 2000 parecen estar de acuerdo con las observaciones hechas desde la Tierra.
Como dato curioso, si estamos en un hipotético planeta ubicado en esta estrella, el Sol se vería en la constelación del  Aquila, la constelación del Canis Maior desparecería, estando la estrella Sirio en la constelación de Grus y la constelación de  Orión permanecería en su mayoría sin cambios.

#### Oscilaciones
A finales de junio de 2004, el telescopio orbital canadiense MOST realizó un sondeo de 32 días de Procyon A. El objetivo del seguimiento óptico continuo era confirmar las oscilaciones de tipo solar en su brillo observadas desde la Tierra y permitir la astrosismología. No se detectaron  oscilaciones y los autores concluyeron que la teoría de las oscilaciones estelares podría tener que ser reconsiderada. Sin embargo, otros argumentaron que la no detección era coherente con las observaciones terrestres de velocidad radial publicadas de oscilaciones de tipo solar. Observaciones posteriores de la velocidad radial han confirmado que Procyon está oscilando.
Mediciones fotométricas del [Explorador infrarrojo de campo amplio de la NASA Wide Field Infrared Explorer (WIRE) de 1999 y 2000 mostraron evidencias de granulación (convección cerca de la superficie de la estrella) y oscilaciones de tipo solar. A diferencia del resultado de MOST, la variación vista en la fotometría de WIRE concordaba con las medidas de velocidad radial realizadas desde tierra. Observaciones adicionales con MOST realizadas en 2007 pudieron detectar oscilaciones.

## Procyon B
La compañera de Procyon es, al igual que Sirio B, una enana blanca, tal como se infirió de datos astrométricos mucho antes de que fuera observada. Si bien su órbita se conocía ya en 1861, no fue visualmente confirmada hasta 1896. Esta enana es aún más difícil de observar desde la Tierra que Sirio B —su magnitud aparente es +10.82—, debido a la mayor diferencia de magnitudes y a la menor separación angular entre estrella primaria y secundaria. La separación media entre las dos componentes es de 15 au, algo inferior a la distancia existente entre Urano y el Sol. No obstante, la excentricidad de la órbita hace que la separación varíe entre 8.9 y 21 au a lo largo de su período orbital de 40.8 años.
Con una masa de 0.6 masas solares, Procyon B es considerablemente menos masiva que Sirio B; sin embargo, su diámetro, estimado en unos 8600 km, es mayor que el de Sirio B (unos 5800 km). Con una temperatura superficial de 7740 K, es mucho más fría que Sirio B, testimonio de su menor masa y mayor edad. El sistema tiene una edad estimada de 3000 millones de años. La masa de la estrella progenitora de Procyon B era de aproximadamente 2.59 masas solares y llegó al final de la rama asintótica gigante hace unos mil millones de años, y estuvo en la secuencia principal durante 680 ± 170 millones de años.

### Emisión de rayos X
Los intentos de detectar la emisión de rayos X de Procyon con detectores sensibles a los rayos X blandos y sin imagen antes de 1975 fracasaron. A finales de la década de 1970 se llevaron a cabo observaciones exhaustivas de Procyon con los satélites Copernicus y TD-1A. La fuente de rayos X asociada a Procyon AB se observó el 1 de abril de 1979, con el Observatorio Einstein generador de imágenes de alta resolución (HRI). La ubicación de la fuente puntual de rayos X del HRI está a ~ 4″ al sur de Procyon A, en el borde del círculo de error de confianza del 90 %, lo que indica la identificación con Procyon A en lugar de Procyon B, que se encontraba a unos 5″ al norte de Procyon A (a unos 9″ de la ubicación de la fuente de rayos X).